# Ребрина Василь Миколайович
Ребрина Василь Миколайович (7 квітня 1963, с. Матвіївці Шумського району Тернопільської області) — український правник, громадський діяч. Депутат Тернопільської обласної ради (2002—2006).

## Життєпис
Закінчив Дніпропетровську спеціальну школу міліції (1983), Національну академію внутрішніх справ України (1993, м. Київ).
1985—1998 працював у Лановецькому районному відділі УМВСУ, 1998—2000 — начальник Збаразького РВ УМВСУ, від 2000 — начальник Лановецького РВ УМВСУ в Тернопільській області.
Ребрину призначено заступником начальника Львівського міського управління міліції, начальником кримінальної міліції ЛМУ.